# アットチュード
株式会社アットチュード（英文社名:at-tude Inc.）は、日本のサウンド制作会社である。

## 概要
音楽、効果音、BGM、MA（マルチオーディオ：Multi Audio：但し和製英語）、サウンドプログラム、アフレコなどサウンドに関するあらゆる業務を一括して行い、ゲームミュージックからバンドサウンド、アミューズメントまで幅広く対応することをコンセプトにしている。

## 所属クリエイター
- 藤原章人
- 飯尾智史（ロックバンドHEROのギタリストSARSHI）
- 篠田大介
- 江田一遊

## 所属アーティスト
- FlutterEcho（SARSHI、KAZAMA、藤原章人によるEDMロックバンド）
- AXESSORY（Sadieのベーシスト亜季によるソロプロジェクト）
- ナナ（山沖怜、HEROのSARSHI、Sadieの亜季、SuGのChiyu、藤原章人によるロックバンド）

## 担当作品
出典

### ゲーム
| タイトル                                                 | 開発                                       | 日付       | 担当内容                                          |
| -------------------------------------------------------- | ------------------------------------------ | ---------- | ------------------------------------------------- |
| 東方スカイアリーナ・幻想郷空戦姫-MATSURI-CLIMAX （動画） | 領域ZERO                                   | 2016年5月  | 効果音制作                                        |
| 牙狼＜GARO＞ -魔戒の迷宮- （動画）                       | 株式会社モバイルインターネットテクノロジー | 2016年5月  | 効果音制作、BGM制作                               |
| 恋愛幕末カレシ〜時の彼方で花咲く恋〜 （動画）            | フリュー株式会社                           | 2016年10月 | 効果音制作、BGM制作、オープニング映像制作、MA制作 |
| オトモンドロップ モンスターハンター ストーリーズ         | 株式会社カプコン・モバイル                 | 2016年11月 | 効果音制作、一部BGM制作                           |
| PS Plus限定：体感合体『アクエリオン・EVOL』              | 株式会社サテライト                         | 2017年3月  | VR音響制作                                        |
| VR SUSHI BAR （動画）                                    | 株式会社mikai                              | 2017年6月  | 効果音制作、BGM制作                               |
| スヌーピー パズルジャーニー （動画）                     | 株式会社カプコン                           | 2020年3月  | BGM制作、効果音制作                               |

### アーティスト作品
原盤、企画制作、及びアーティストプロデュース
- FlutterEcho『ROCK THIS CLUB』（2015年11月）（ASIN 4988031126912）（動画）

発売元：株式会社アットチュード
販売元：ユニバーサル ミュージック合同会社
- FlutterEcho『Feel So Good』（2017年11月）

発売・販売元：株式会社アットチュード
- AXESSORY『CALL MY NAME』（2017年12月）（ASIN B076DDQFBJ）（動画）

発売元：株式会社アットチュード
販売元：ダイキサウンド株式会社
- FlutterEcho『Shelter From The Rain』（2018年5月）（ASIN B0841VTG5L）（動画）

発売・販売元：株式会社アットチュード
- ナナ『CALL US』（2018年6月）（ASIN B07C15BPTX）（動画）

発売元：株式会社アットチュード
販売元：ダイキサウンド株式会社

### その他
- ポットランド×まるごしウォーズ（動画）

主題曲およびオープニング映像制作、MA制作